# Блокатор полового созревания
Блокаторы полового созревания, также называемые ингибиторами полового созревания или блокаторами гормонов, представляют собой лекарства, используемые для отсрочки полового созревания у детей. Наиболее часто используемыми блокаторами полового созревания являются агонисты гонадотропин-рилизинг-гормона (ГнРГ), которые подавляют выработку половых гормонов, включая тестостерон и эстроген . В дополнение к их использованию для лечения преждевременного полового развития (а иногда и идиопатической низкорослости) у детей, блокаторы полового созревания также используются для трансгендерных детей, чтобы отсрочить развитие нежелательных половых признаков, с целью дать трансгендерной молодежи больше времени для изучения их гендерной идентичности .
Использование блокаторов полового созревания у трансгендерной молодежи поддержали 12 крупных американских медицинских ассоциаций, включая Американскую медицинскую ассоциацию, Американскую психологическую ассоциацию, Американскую академию педиатрии и Эндокринное общество, четыре австралийских медицинских ассоциации, и Всемирная профессиональная ассоциация трансгендерного здоровья (WPATH).
В Европе некоторые медицинские группы и страны заняли более осторожную позицию. Например, Национальный совет по здравоохранению и социальному обеспечению Швеции рекомендует использовать блокаторы полового созревания только в «исключительных случаях». Национальная служба здравоохранения Великобритании в настоящее время поддерживает использование блокаторов полового созревания для детей в возрасте до 16 лет только в контексте централизованно проводимых клинических исследований и настоятельно не рекомендует обращаться за лечением из нерегулируемых источников.
Исследования по изучению воздействия блокаторов полового созревания на трансгендерных и гендерно-неконформных молодых людей в целом показали, что эти методы лечения достаточно безопасны, обратимы и могут улучшить психологическое состояние этих людей.
По крайней мере, 15 штатов США запретили гендерно-аффирмативную терапию, включая блокаторы полового созревания.